# パ・リーグ親子ヒーロープロジェクト
パ・リーグ親子ヒーロープロジェクト（パ・リーグ おやこヒーロープロジェクト）は、日本野球機構パシフィック・リーグが2014年度から実施しているキャンペーンである。
このキャンペーンは、パ・リーグ参加6チームが連携して、子供たちに人気のあるキャラクターとコラボレーションをすることで、プロ野球の楽しみをより多くの親子や家族連れで体験してもらえるようにと企画された。

## 2014年度
2014年度のキャンペーンには、ウルトラシリーズとコラボレーションをし、参加各チームの本拠地にウルトラファミリーが登場して、各々の主管試合開催ごとにウルトラファミリーと怪獣らとの戦闘シーンの再現、応援イベントを実施した。

### 対象試合
| 開催日           | 主管チーム                   | 対戦チーム                 | 試合会場               | 登場ウルトラファミリー                 |
| ---------------- | ---------------------------- | -------------------------- | ---------------------- | -------------------------------------- |
| 5月5日・5月6日   | オリックス・バファローズ     | 千葉ロッテマリーンズ       | 京セラドーム大阪       | ウルトラセブン、ウルトラマンゼロ       |
| 5月17日・5月18日 | 北海道日本ハムファイターズ   | 千葉ロッテマリーンズ       | 札幌ドーム             | ウルトラマンギンガ、ウルトラマンゼロ   |
| 5月31日・6月1日  | 東北楽天ゴールデンイーグルス | 広島東洋カープ             | 楽天koboスタジアム宮城 | ウルトラマンタロウ、ウルトラマンギンガ |
| 7月5日・7月6日   | 千葉ロッテマリーンズ         | 北海道日本ハムファイターズ | QVCマリンフィールド    | ウルトラマンゼロ、ウルトラマンギンガ   |
| 8月30日・8月31日 | 埼玉西武ライオンズ           | オリックス・バファローズ   | 西武ドーム             | ウルトラマンレオ、ウルトラマンギンガ   |
| 9月6日・9月7日   | 福岡ソフトバンクホークス     | 埼玉西武ライオンズ         | 福岡ヤフオク!ドーム    | ウルトラマン、ウルトラマンギンガ       |

## 2015年度
2回目の2015年度は仮面ライダーシリーズをキャンペーンキャラクターに起用し、同様に歴代仮面ライダーのメンバーが球場に訪れて戦闘シーンの再現や、応援イベントを展開。一部球場ではショッカー戦闘員トライアウトが行われた。特に当時放送中であった仮面ライダードライブは全6チームの本拠地すべてに出場した。

### 対象試合
| 開催日                 | 主管チーム                   | 対戦チーム               | 試合会場               | 登場した仮面ライダー                       |
| ---------------------- | ---------------------------- | ------------------------ | ---------------------- | ------------------------------------------ |
| 5月4日・5月5日・5月6日 | 福岡ソフトバンクホークス     | 千葉ロッテマリーンズ     | 福岡ヤフオク!ドーム    | 仮面ライダー1号、仮面ライダードライブ      |
| 5月16日・5月17日       | 北海道日本ハムファイターズ   | オリックス・バファローズ | 札幌ドーム             | 仮面ライダーフォーゼ、仮面ライダードライブ |
| 6月13日・6月14日       | 東北楽天ゴールデンイーグルス | 中日ドラゴンズ           | 楽天koboスタジアム宮城 | 仮面ライダー鎧武、仮面ライダードライブ     |
| 8月15日・8月16日       | オリックス・バファローズ     | 千葉ロッテマリーンズ     | 京セラドーム大阪       | 仮面ライダーW、仮面ライダードライブ        |
| 8月22日・8月23日       | 埼玉西武ライオンズ           | 千葉ロッテマリーンズ     | 西武プリンスドーム     | 仮面ライダーマッハ、仮面ライダードライブ   |
| 8月29日・8月30日       | 千葉ロッテマリーンズ         | オリックス・バファローズ | QVCマリンフィールド    | 仮面ライダー電王、仮面ライダードライブ     |

## 2016年度
3回目となる2016年はスーパー戦隊シリーズの第40作記念作品・動物戦隊ジュウオウジャーを起用し、全6チームの本拠地に登場した。
この年はジュウオウジャーに加え、オリジナルヒーローである「応援戦隊パ・レンジャー」（オウエンホーク、オウエンファイター、オウエンマリン、オウエンライオン、オウエンバファロー、オウエンイーグル）も登場し、同プロジェクトを盛り上げた。

## 2017年度
4回目となる2017年は小学館が発行し、当時創刊40周年を迎えた小学生向け月刊漫画雑誌月刊コロコロコミックとコラボレーションすることと、オリジナルキャラクターとして、パ・リネズミくん！が発表された。

## 2018年度
5回目となる2018年は、同年8月1日に日本でも公開された、ディズニー・ピクサーのアニメ映画『インクレティブル・ファミリー』とコラボすることが発表され、同作品をイメージした各球団を代表する選手のイラストが公開、また一言声優として各球団から一名ずつ、同作品に出演することも発表された。